# Laranjal (kommun i Brasilien, Minas Gerais)
Laranjal är en kommun i Brasilien.   Den ligger i delstaten Minas Gerais, i den sydöstra delen av landet, 800 km sydost om huvudstaden Brasília. Antalet invånare är 6 465. Arean är 204 kvadratkilometer.
Terrängen i Laranjal är kuperad åt nordost, men åt sydväst är den platt.
Omgivningarna runt Laranjal är huvudsakligen savann. Runt Laranjal är det ganska glesbefolkat, med 24 invånare per kvadratkilometer.